# Lista miniștrilor afacerilor externe în anul 2025
Lista miniștrilor afacerilor externe în anul 2025 se bazează pe Lista statelor lumii și pe Lista de teritorii dependente, așa cum sunt ele cunoscute de la 1 ianuarie pâna la 31 decembrie 2025.
Gruparea acestora s-a făcut pe baza statutului entitătii pe care o reprezintă după cum urmează State independente recunoscute cvasigeneral, State independente recunoscute parțial de comunitatea internațională, State independente nerecunoscute, Entități cu statut apropiat de cel de stat, Diviziuni administrative autonome,  Territorii nesuverane, autonome sau cu administrație specială și Guverne alternative și / sau în exil.
Ministrul afacerilor externe (numele oficial al funcției poate diferi de la stat la stat conform uzanțelor naționale) este acel membru al guvenului însărcinat cu aplicarea politicii externe a statului și asigurarea relațiilor cu alte state și organizații internaționale cu responsabilități executive. Un ministru al afacerilor externe poate asigura uneori și alte portofolii în cadrul unui guvern. Deoarece aceste portofolii nu prezintă interes pentru această listă, ele nu au fost prezentate.
Pot avea miniștri de externe și teritoriile autonome, fie ele diviziuni administrative sau teritorii dependente.

## State independente recunoscute cvasigeneral
| Statul                                   | Funcția | Numele                                                                  | Începând cu                         |
| ---------------------------------------- | --- | ----------------------------------------------------------------------- | ----------------------------------- |
| Afganistan (vezi și : §10)               | Ministru al afacerilor externe                                                                                      | mollah Amir Khan Muttaqi (interimar)                                    | 7 septembrie 2021                   |
| Africa de Sud                            | Ministru al relațiilor internaționale și cooperării                                                                 | Ronald Lamola                                                           | 3 iulie 2024                        |
| Albania                                  | Ministru al afacerilor externe și europene                                                                          | Igli Hasani                                                             | 12 septembrie 2023                  |
| Algeria                                  | Ministru al afacerilor externe și cooperării internaționale                                                         | Ahmed Attaf                                                             | 16 martie 2023                      |
| Andorra                                  | Ministru al afacerilor externe                                                                                      | Imma Tor                                                                | 15 mai 2023                         |
| Angola                                   | Ministru al relațiilor externe                                                                                      | Tete António                                                            | 6 aprilie 2020                      |
| Antigua și Barbuda                       | Ministru al afacerilor externe                                                                                      | E.P. Chet Greene                                                        | 22 martie 2018                      |
| Arabia Saudită                           | Ministru al afacerilor externe                                                                                      | Faisal bin Farhan Al Saud                                               | 29 octombrie 2019                   |
| Argentina                                | Ministru al afacerilor externe                                                                                      | Gerardo Werthein                                                        | 30 octombrie 2024                   |
| Armenia                                  | Ministru al afacerilor externe                                                                                      | Ararat Mirzoyan                                                         | 19 august 2021                      |
| Australia                                | Ministru pentru afacerile externe                                                                                   | Penny Wong                                                              | 23 mai 2022                         |
| Austria                                  | Miniștri federali pentru afacerile externe și integrarea europeană (succesivi)                                      | Beate Meinl-Reisinger                                                   | 3 martie 2025                       |
| Austria                                  | Miniștri federali pentru afacerile externe și integrarea europeană (succesivi)                                      | Alexander Schallenberg (cancelar interimar)                             | 6 decembrie 2021                    |
| Azerbaidjan · (vezi și : §10)            | Ministru al afacerilor externe                                                                                      | Jeykhun Bayramov                                                        | 16 iulie 2020                       |
| Bahamas                                  | Ministru al afacerilor externe și imigrației                                                                        | Fred Mitchell                                                           | 20 septembrie 2021                  |
| Bahrain                                  | Ministru al afacerilor externe                                                                                      | Abdullatif bin Rashid Al Zayani                                         | 11 februarie 2020                   |
| Bangladesh                               | Ministru al afacerilor externe                                                                                      | Md. Touhid Hossain (consilier ) (interimar)                             | 9 august 2024                       |
| Barbados                                 | Ministru al afacerilor externe                                                                                      | Kerrie Symmonds                                                         | 26 octombrie 2022                   |
| Belarus (vezi și : § 10)                 | Ministru al afacerilor externe                                                                                      | Maksim Ryzhenkov                                                        | 28 iunie 2024                       |
| Belgia · (vezi și : § 11)                | Miniștri ai afacerilor externe și europene (succesivi)                                                              | Maxime Prévot                                                           | 3 februarie 2025                    |
| Belgia · (vezi și : § 11)                | Miniștri ai afacerilor externe și europene (succesivi)                                                              | Bernard Quintin                                                         | 2 decembrie 2024                    |
| Belize                                   | Ministru al afacerilor externe                                                                                      | Francis Fonseca                                                         | 1 ianuarie 2024                     |
| Benin                                    | Ministru al afacerilor externe, integrării africane, francofoniei și beninezilor din străinătate                    | Olushegun Adjadi Bakari                                                 | 6 iunie 2023                        |
| Bhutan                                   | Ministru al afacerilor externe                                                                                      | lyonpo Dinanath Dhungyel                                                | 28 ianuarie 2024                    |
| Birmania · (vezi și : § 10)              | Ministru al afacerilor externe                                                                                      | Than Swe (corevendicator ȋncepȃnd cu 1 februarie 2023)                  | 1 februarie 2023                    |
| Bolivia                                  | Ministru al relațiilor externe                                                                                      | Celinda Sosa                                                            | 27 noiembrie 2023                   |
| Bosnia și Herzegovina                    | Ministru al afacerilor externe                                                                                      | Elmedin Konaković                                                       | 25 ianuarie 2023                    |
| Botswana                                 | Ministru al afacerilor internaționale și cooperării                                                                 | Phenyo Butale                                                           | 11 noiembrie 2024                   |
| Brazilia                                 | Ministru al relațiilor externe                                                                                      | Mauro Vieira                                                            | 1 ianuarie 2023                     |
| Brunei                                   | Ministru al afacerilor externe                                                                                      | Hassanal Bolkiah (sultan și prim-ministru)                              | 22 octombrie 2015                   |
| Brunei                                   | Ministru secund al afacerilor externe                                                                               | Erywan Yusof                                                            | 31 ianuarie 2018                    |
| Bulgaria                                 | Miniștri ai afacerilor externe (succesivi)                                                                          | Georg Georgiev                                                          | 27 august 2024                      |
| Bulgaria                                 | Miniștri ai afacerilor externe (succesivi)                                                                          | Ivan Kondov                                                             | 27 august 2024                      |
| Burkina Faso                             | Ministru al afacerilor externe, cooperării și burkinezilor din străinătate                                          | Karamoko Jean Marie Traoré                                              | 17 decembrie 2023                   |
| Burundi                                  | Miniștri al relațiilor externe și cooperării (succesivi)                                                            | Édouard Bizimana                                                        | 5 august 2025                       |
| Burundi                                  | Miniștri al relațiilor externe și cooperării (succesivi)                                                            | Albert Shingiro                                                         | 28 iunie 2020                       |
| Cambodgia                                | Ministru al afacerilor externe și cooperării internaționale                                                         | Prak Sokhon                                                             | 20 noiembrie 2024                   |
| Camerun                                  | Ministru al relațiilor externe                                                                                      | Lejeune Mbella Mbella                                                   | 2 octombrie 2015                    |
| Canada · (vezi și : § 11)                | Miniștri ai afacerilor externe (succesivi)                                                                          | Anita Anand                                                             | 13 mai 2025                         |
| Canada · (vezi și : § 11)                | Miniștri ai afacerilor externe (succesivi)                                                                          | Mélanie Joly                                                            | 26 octombrie 2021                   |
| Capul Verde                              | Ministru al afacerilor externe                                                                                      | José Filomeno de Carvalho Dias Monteiro                                 | 9 octombrie 2024                    |
| Cehia                                    | Ministru al afacerilor externe                                                                                      | Jan Lipavský                                                            | 17 decembrie 2021                   |
| Centrafricană, Republica                 | Ministru al afacerilor externe, integrării africane, francofoniei și centrafricanilor din străinătate               | Sylvie Baïpo-Temon                                                      | 14 decembrie 2018                   |
| Chile                                    | Ministru al afacerilor externe                                                                                      | Alberto van Klaveren                                                    | 10 martie 2023                      |
| China (vezi și : § 2, și § 10)           | Ministru al afacerilor externe                                                                                      | Wang Yi                                                                 | 25 iulie 2023                       |
| Ciad                                     | Miniștri ai afacerilor externe, integrării africane și cooperării internaționale (succesivi)                        | Abdoulaye Sabre Fadoul                                                  | 6 februarie 2025                    |
| Ciad                                     | Miniștri ai afacerilor externe, integrării africane și cooperării internaționale (succesivi)                        | Abderaman Koulamallah                                                   | 28 mai 2024                         |
| Cipru · (vezi și : § 2)                  | Ministru al afacerilor externe                                                                                      | Konstantinos Kombos                                                     | 1 martie 2023                       |
| Coasta de Fildeș                         | Ministru al afacerilor externe                                                                                      | Kacou Houadja Léon Adom                                                 | 17 octombrie 2023                   |
| Columbia                                 | Miniștri ai relațiilor externe (succesivi)                                                                          | Rosa Yolanda Villavicencio (interinară)                                 | 8 iulie 2025                        |
| Columbia                                 | Miniștri ai relațiilor externe (succesivi)                                                                          | Laura Sarabia                                                           | 29 ianuarie 2025                    |
| Columbia                                 | Miniștri ai relațiilor externe (succesivi)                                                                          | Luis Gilberto Murillo                                                   | 2 februarie 2024                    |
| Comore                                   | Ministru al relațiilor externe, cooperării internaționale și comorienilor din străinătate                           | Mbae Mohamed                                                            | 1 iulie 2024                        |
| Congo, Republica                         | Ministru al afacerilor externe, cooperării și congolezilor din străinătate                                          | Jean-Claude Gakosso                                                     | 10 august 2015                      |
| Congo, Republica Democrată               | Ministru al afacerilor externe și integrării regionale                                                              | Thérèse Kayibuamba                                                      | 12 iunie 2024                       |
| Coreea, Republica                        | Miniștri ai afacerilor externe (succesivi)                                                                          | Cho Hyun                                                                | 19 iulie 2025                       |
| Coreea, Republica                        | Miniștri ai afacerilor externe (succesivi)                                                                          | Cho Tae-yul                                                             | 11 ianuarie 2024                    |
| Coreeană, R.P.D.                         | Ministru al afacerilor externe                                                                                      | Choe Son-hui                                                            | 11 iunie 2022                       |
| Costa Rica                               | Ministru al relațiilor externe                                                                                      | Arnoldo André Tinoco                                                    | 8 mai 2022                          |
| Croația                                  | Ministru al afacerilor externe și europene                                                                          | Gordan Grlić Radman                                                     | 19 iulie 2019                       |
| Cuba                                     | Ministru al relațiilor externe                                                                                      | Bruno Rodríguez Parrilla                                                | 2 martie 2009                       |
| Danemarca · (vezi și : § 9)              | Ministru pentru afacerile externe                                                                                   | Lars Løkke Rasmussen                                                    | 15 decembrie 2022                   |
| Djibouti                                 | Miniștri ai afacerilor externe și cooperării internaționale (succesivi)                                             | Abdoulkader Houssein Omar                                               | 1 aprilie 2025                      |
| Djibouti                                 | Miniștri ai afacerilor externe și cooperării internaționale (succesivi)                                             | Mahamoud Ali Youssouf                                                   | 22 mai 2005                         |
| Dominica                                 | Ministru al afacerilor externe și ale CARICOM                                                                       | Vince Henderson                                                         | 12 decembrie 2022                   |
| Dominicană, Republica                    | Ministru al afacerilor externe                                                                                      | Roberto Álvarez                                                         | 16 august 2020                      |
| Ecuador                                  | Ministru al relațiilor externe și integrării                                                                        | Gabriela Sommerfeld                                                     | 23 noiembrie 2023                   |
| Egipt                                    | Ministru al afacerilor externe                                                                                      | Badr Abdelatty                                                          | 3 iulie 2024                        |
| El Salvador                              | Ministru al relațiilor externe                                                                                      | Alexandra Hill Tinoco                                                   | 1 iunie 2019                        |
| Elveția                                  | Șeful Departamentului Federal al Afacerilor Externe                                                                 | Ignazio Cassis                                                          | 1 noiembrie 2017                    |
| Emiratele Arabe Unite                    | Ministru al afacerilor externe                                                                                      | șeic Abdullah bin Zayed Al Nahyan                                       | 9 februarie 2006                    |
| Eritreea                                 | Ministru al afacerilor externe                                                                                      | Osman Saleh Mohammed                                                    | 16 aprilie 2007                     |
| Estonia · (vezi și : §10)                | Ministru al afacerilor externe                                                                                      | Margus Tsahkna                                                          | 17 aprilie 2023                     |
| Eswatini                                 | Ministru al afacerilor externe și cooperării internaționale                                                         | Pholile Shakantu                                                        | 13 noiembrie 2023                   |
| Etiopia                                  | Ministru al afacerilor externe                                                                                      | Gedion Timotheos                                                        | 18 octombrie 2024                   |
| Fiji                                     | Ministru pentru afacerile externe                                                                                   | Sitiveni Rabuka (prim ministru)                                         | 24 decembrie 2022                   |
| Filipine                                 | Secretari ai afacerilor externe (succesivi)                                                                         | Tess Lazaro                                                             | 23 mai 2025                         |
| Filipine                                 | Secretari ai afacerilor externe (succesivi)                                                                         | Enrique Manalo                                                          | 1 iulie 2022                        |
| Finlanda                                 | Ministru al afacerilor externe                                                                                      | Elina Valtonen                                                          | 20 iunie 2023                       |
| Franța · (vezi și : § 6)                 | Ministru al Europei și al afacerilor externe                                                                        | Jean-Noël Barrot                                                        | 21 septembrie 2024                  |
| Gabon                                    | Ministru al afacerilor externe, cooperării internaționale și francofoniei, însărcinați cu gabonezii din străinătate | Régis Onanga Mamadou Ndiaye                                             | 9 septembrie 2023                   |
| Gambia                                   | Miniștri ai afacerilor externe (succesivi)                                                                          | Sering Modou Njie                                                       | 14 iulie 2025                       |
| Gambia                                   | Miniștri ai afacerilor externe (succesivi)                                                                          | Mamadou Tangara                                                         | 29 iunie 2018                       |
| Georgia · (vezi și: § 2)                 | Ministru al afacerilor externe                                                                                      | Maka Bochorishvili                                                      | 28 noirmbrie 2024                   |
| Germania                                 | Miniștri ai afacerilor externe (succesivi)                                                                          | Johann Wadephul                                                         | 6 mai 2025                          |
| Germania                                 | Miniștri ai afacerilor externe (succesivi)                                                                          | Annalena Baerbock                                                       | 8 decembrie 2021                    |
| Ghana                                    | Miniștri ai afacerilor externe și integrării regionale (succesivi)                                                  | Samuel Okudzeto Ablakwa                                                 | 7 februarie 2025                    |
| Ghana                                    | Miniștri ai afacerilor externe și integrării regionale (succesivi)                                                  | Shirley Ayorkor Botchway                                                | 28 ianuarie 2017                    |
| Grecia                                   | Ministru al afacerilor externe                                                                                      | Giorgos Gerapetritis                                                    | 28 iunie 2023                       |
| Grenada                                  | Ministru al afacerilor externe                                                                                      | Joseph Andall                                                           | 30 iunie 2022                       |
| Guatemala                                | Ministru al relațiilor externe                                                                                      | Carlos Ramiro Martínez                                                  | 15 ianuarie 2024                    |
| Guineea                                  | Ministru al afacerilor externe și guineezilor din străinătate                                                       | Morissanda Kouyaté                                                      | 25 octombrie 2021                   |
| Guineea-Bissau                           | Ministru al afacerilor externe și cooperării internaționale                                                         | Carlos Pinto Pereira                                                    | 13 august 2023                      |
| Guineea Ecuatorială                      | Ministru al afacerilor extene și cooperării internaționale                                                          | Simeón Oyono Esono Angue                                                | 6 februarie 2018                    |
| Guyana                                   | Ministru al afacerilor externe                                                                                      | Hugh Todd                                                               | 5 august 2020                       |
| Haiti                                    | Ministri al afacerilor externe                                                                                      | Jean Harvel Victor Jean-Baptiste                                        | 15 noiembrie 2024                   |
| Honduras                                 | Miniștri ai relațiilor externe (succesivi)                                                                          | Javier Bú                                                               | 27 mai 2025                         |
| Honduras                                 | Miniștri ai relațiilor externe (succesivi)                                                                          | Eduardo Enrique Reina                                                   | 27 ianuarie 2022                    |
| India                                    | Ministru al afacerilor externe                                                                                      | Subrahmanyam Jaishankar                                                 | 31 mai 2019                         |
| Indonezia                                | Ministru al afacerilor externe                                                                                      | Sugiono                                                                 | 21 octombrie 20124                  |
| Iordania                                 | Ministru al afacerilor externe și al expatriaților                                                                  | Ayman Safadi                                                            | 15 ianuarie 2017                    |
| Irak · (vezi și : § 9)                   | Ministru al afacerilor externe                                                                                      | Fuad Hussein                                                            | 6 iunie 2020                        |
| Iran                                     | Ministru al afacerilor externe                                                                                      | Abbas Araghchi                                                          | 11 august 2024                      |
| Irlanda                                  | Miniștri pentru afacerile externe (succesivi)                                                                       | Simon Harris                                                            | 23 ianuarie 2025                    |
| Irlanda                                  | Miniștri pentru afacerile externe (succesivi)                                                                       | Micheál Martin                                                          | 17 decembrie 2022                   |
| Islanda                                  | Ministru pentru afacerile externe                                                                                   | Þorgerður Katrín Gunnarsdóttir                                          | 21 decembrie 2024                   |
| Israel · (vezi și : § 2)                 | Ministru al afacerilor externe                                                                                      | Gideon Sa'ar                                                            | 7 noirmbrie 2024                    |
| Italia                                   | Ministru al afacerilor externe                                                                                      | Antonio Tajani                                                          | 22 octombrie 2022                   |
| Jamaica                                  | Ministru al afacerilor externe                                                                                      | Kamina Johnson Smith                                                    | 7 martie 2016                       |
| Japonia                                  | Ministru al afacerilor externe                                                                                      | Takeshi Iwaya                                                           | 1 octombrie 2024                    |
| Kazahstan                                | Ministru al afacerilor externe                                                                                      | Mukhtar Tleuberdi                                                       | 19 septembrie 2019                  |
| Kârgâzstan                               | Ministru al afacerilor externe                                                                                      | Jeenbek Kulubayev                                                       | 22 aprilie 2022                     |
| Kenya                                    | Secretar al Cabinetului pentru afacerile externe                                                                    | Musalia Mudavadi (prim secretar al Cabinetului)                         | 4 octombrie 2023                    |
| Kiribati                                 | Ministru pentru afacerile externe și imigrare                                                                       | Taneti Maamau (președinte)                                              | 11 martie 2016                      |
| Kuweit                                   | Ministru al afacerilor externe                                                                                      | Abdullah Ali al-Yahya                                                   | 17 ianuarie 2024                    |
| Laos                                     | Ministru al afacerilor externe                                                                                      | Thongsavanh Phomvihane                                                  | 18 noiembrie 2024                   |
| Lesotho                                  | Ministru al afacerilor externe și relațiilor internaționale                                                         | Lejone Mpotjoane                                                        | 4 noiembrie 2022                    |
| Letonia                                  | Ministru al afacerilor externe                                                                                      | Baiba Braže                                                             | 19 aprilie 2024                     |
| Liban                                    | Miniștri ai afacerilor externe și emigranților (succesivi)                                                          | Youssef Rajji                                                           | 8 februarie 2025                    |
| Liban                                    | Miniștri ai afacerilor externe și emigranților (succesivi)                                                          | Abdallah Bouhabib                                                       | 10 septembrie 2021                  |
| Liberia                                  | Ministru al afacerilor externe                                                                                      | Sara Beysolow Nyanti                                                    | 22 ianuarie 2024                    |
| Libia · (vezi și : § 10)                 | Ministru al afacerilor externe și cooperătii internaționale                                                         | Taher al-Baour (interimar) (corevendicator începând cu octombrie? 2023) | octombrie? 2023                     |
| Liechtenstein                            | Miniștri ai afacerilor externe (succesivi)                                                                          | Sabine Monauni                                                          | 10 aprilie 2025                     |
| Liechtenstein                            | Miniștri ai afacerilor externe (succesivi)                                                                          | Dominique Hasler                                                        | 24 martie 2021                      |
| Lituania                                 | Ministru al afacerilor externe                                                                                      | Kęstutis Budrys                                                         | 21 noiembrie 2024                   |
| Luxemburg                                | Ministru al afacerilor externe și imgrării                                                                          | Xavier Bettel                                                           | 17 noirmbrie 2023                   |
| Macedonia de Nord                        | Ministru al afacerilor externe                                                                                      | Timčo Mucunski                                                          | 23 iunie 2024                       |
| Madagascar                               | Ministru al afacerilor externe                                                                                      | Rasata Rafaravavitafika                                                 | 14 ianuarie 2024                    |
| Malaezia                                 | Miniștri ai afacerilor externe                                                                                      | Mohamad Hasan                                                           | 11 decembrie 2023                   |
| Malawi                                   | Ministru al afacerilor externe și cooperării internaționale                                                         | Nancy Tembo                                                             | 28 ianuarie 2022                    |
| Maldive                                  | Ministru al afacerilor externe și coperării internaționale                                                          | Abdulla Khaleel                                                         | 30 septembrie 2024                  |
| Mali                                     | Ministru al afacerilor externe, cooperării internaționale și integrării                                             | Abdoulaye Diop                                                          | 11 iunie 2021                       |
| Malta                                    | Ministru al afacerilor externe                                                                                      | Ian Borg                                                                | 30 martie 2022                      |
| Maroc · (vezi și : § 2)                  | Ministru al afacerilor externe și cooperării                                                                        | Nasser Bourita                                                          | 5 aprilie 2017                      |
| Marshall, Insulele                       | Miniatru al afacerilor externe                                                                                      | Kalani Kaneko                                                           | 9 ianuarie 2024                     |
| Mauritania                               | Ministru al afacerilor externe și cooperării                                                                        | Mohamed Salem Ould Merzoug                                              | 30 martie 2022                      |
| Mauritius                                | Ministru al afacerilor externe și integrării regionale                                                              | Ritesh Ramphul                                                          | 22 noiembrie 2024                   |
| Mexic                                    | Secretar al relațiilor externe                                                                                      | Juan Ramón de la Fuente                                                 | 9 octombrie 2024                    |
| Micronezia                               | Secretar al afacerilor externe                                                                                      | Lorin S. Robert                                                         | 19 septembrie 2023                  |
| Moldova, Republica (vezi și: § 3 și § 9) | Ministru al afacerilor externe și integrării europene                                                               | Mihai Popșoi                                                            | 29 ianuarie 2024                    |
| Monaco                                   | Ministru al relaților externe și cooperării                                                                         | Isabelle Berro-Amadeï                                                   | 17 ianuarie 2022                    |
| Mongolia                                 | Ministru al relațiilor externe                                                                                      | Batmunkh Battsetseg                                                     | 29 ianuarie 2021                    |
| Mozambic                                 | Miniștri ai afacerilor externe și cooperării (succesivi)                                                            | Maria Manuela dos Santos Lucas                                          | 17 ianuarie 2025                    |
| Mozambic                                 | Miniștri ai afacerilor externe și cooperării (succesivi)                                                            | Verónica Macamo Dlhovo                                                  | 17 ianuarie 2020                    |
| Muntenegru                               | Ministru al afacerilor externe și integrării europene                                                               | Ervin Ibrahimović                                                       | 23 iunie 2024                       |
| Namibia                                  | Miniștri ai relațiilor internaționale și cooperării (succesivi)                                                     | Selma Ashipala-Musavyi                                                  | 22 martie 2025                      |
| Namibia                                  | Miniștri ai relațiilor internaționale și cooperării (succesivi)                                                     | Peya Mushelenga                                                         | 9 februarie 2024                    |
| Nauru                                    | Ministru pentru afacerile externe                                                                                   | Lionel Aingimea                                                         | 30 octombrie 2023                   |
| Nepal                                    | Ministru al afacerilor externe                                                                                      | Arzu Rana Deuba                                                         | 6 martie 2024                       |
| Nicaragua                                | Miniatru al relațiilor externe                                                                                      | Valdrack Jaentschke                                                     | 5 septembrie 2024                   |
| Niger                                    | Ministru al afacerilor externe, cooperării, integrării africane și nigerenilor din străinătate                      | Yaou Sangaré Bakary                                                     | 10 august 2023                      |
| Nigeria                                  | Ministru al afacerilor externe                                                                                      | Yusuf Tuggar                                                            | 21 august 2023                      |
| Norvegia                                 | Ministru al afacerilor externe                                                                                      | Espen Barth Eide                                                        | 16 octombrie 2023                   |
| Noua Zeelandă · (vezi și : § 7)          | Ministru al afcerilor externe                                                                                       | Winston Peters                                                          | 27 noiembrie 2023                   |
| Oman                                     | Ministru al afacerilor externe                                                                                      | Sayyid Badr bin Hamad bin Hamood AlBusaidi                              | 26 august 2020                      |
| Pakistan                                 | Ministru al afacerilor externe                                                                                      | Ishaq Dar                                                               | 11 martie 2024                      |
| Palau                                    | Ministru de stat (pentru afaceri externe)                                                                           | Gustav Aitaro                                                           | 3 septembrie 2021                   |
| Panama                                   | Miniatru al relațiilor externe                                                                                      | Javier Martínez-Acha                                                    | 1 iulie 2024                        |
| Papua Noua Guinee                        | Ministru pentru afacerile externe și imigrare                                                                       | Justin Tkatchenko                                                       | 18 ianuarie 2024                    |
| Paraguay                                 | Ministru al relațiilor externe                                                                                      | Rubén Ramírez Lezcano                                                   | 15 august 2023                      |
| Peru                                     | Ministru al relațiilor externe                                                                                      | Elmer Schialer Salcedo                                                  | 3 septembeie 2024                   |
| Polonia                                  | Ministru al afacerilor externe                                                                                      | Radosław Sikorski                                                       | 13 decembrie 2023                   |
| Portugalia                               | Minsu pentru afaceri externe                                                                                        | Paulo Rangel                                                            | 2 aprilie 2024                      |
| Qatar                                    | Ministru al afacerilor externe                                                                                      | șeic Mohammed bin Abdulrahman bin Jassim Al Thani (prim ministru)       | 27 ianuarie 2016                    |
| Regatul Unit (vezi și : § 5 și § 11)     | Secretar de stat pentru afacerile externe și ale Commonwealth-ului                                                  | David Lammy                                                             | 5 iulie 2024                        |
| România                                  | Miniștri ai afacerilor externe (succesivi)                                                                          | Oana-Silvia Țoiu                                                        | 23 iunie 2025                       |
| România                                  | Miniștri ai afacerilor externe (succesivi)                                                                          | Emil Hurezeanu                                                          | 23 decembrie 2024                   |
| Rusia                                    | Miniștru al afacerilor externe                                                                                      | Sergey Lavrov                                                           | 9 martie 2004                       |
| Rwanda                                   | Ministru al afacerilor externe și cooperării regionale                                                              | Olivier Nduhungirehe                                                    | 12 iunie 2024                       |
| Samoa                                    | Ministru al afacerilor externe                                                                                      | Naomi Mataʻafa (prim-ministru)                                          | 24 mai 2021                         |
| San Marino                               | Secretar de stat pentru afacerile externe și politice                                                               | Luca Beccari                                                            | 8 ianuarie 2020                     |
| São Tomé și Príncipe                     | Miniștri ai afacerilor externe (succesivi)                                                                          | Ilza Amado Vaz                                                          | 14 ianuarie 2025                    |
| São Tomé și Príncipe                     | Miniștri ai afacerilor externe (succesivi)                                                                          | Isabel Domingos (desemnată)                                             | 11 ianuarie 2025 - 12 ianuarie 2025 |
| São Tomé și Príncipe                     | Miniștri ai afacerilor externe (succesivi)                                                                          | Gareth Guadalupe                                                        | 8 august 2023                       |
| Senegal                                  | Ministru al afacerilor externe și senegalezilor din străinătate                                                     | Yassine Fall                                                            | 8 aprilie 2024                      |
| Serbia · (vezi și : § 2)                 | Ministru al afacerilor externe                                                                                      | Marko Đurić                                                             | 2 mai 2024                          |
| Seychelles                               | Ministru pentru afacerile externe                                                                                   | Sylvestre Radegonde                                                     | 16 noiembrie 2020                   |
| Sfânta Lucia                             | Ministru pentru afacerile externe                                                                                   | Alva Baptiste                                                           | 5 august 2021                       |
| Sfântul Cristofor și Nevis               | Ministru al afacerilor externe                                                                                      | Denzil Douglas                                                          | 13 august 2022                      |
| Sfântul Vincențiu și Grenadinele         | Ministru al afacerilor externe                                                                                      | Frederick Stephenson                                                    | 16 iulie 2024                       |
| Sierra Leone                             | Ministru al afacerilor externe și cooperării internaționale                                                         | Musa Timothy Kabba                                                      | 10 iulie 2023                       |
| Singapore                                | Ministru pentru afacerile externe                                                                                   | Vivian Balakrishnan                                                     | 1 octombrie 2015                    |
| Siria                                    | Ministru al afacerilor externe și expatriaților                                                                     | Asaad Hassan al-Shaybani                                                | 21 decembrie 2024                   |
| Slovacia                                 | Ministru al afacerilor externe și europene                                                                          | Juraj Blanár                                                            | 25 octombrie 2023                   |
| Slovenia                                 | Ministru al afacerilor externe                                                                                      | Tanja Fajon                                                             | 1 iunie 2022                        |
| Solomon, Insulele                        | Ministru al afacerilor externe                                                                                      | Peter Shannel Agovaka                                                   | 7 mai 2024                          |
| Somalia · (vezi și : § 3)                | Miniștri ai afacerilor externe și cooperării internaționale (succesivi)                                             | Abdisalan Abdi Ali                                                      | 27 aprilie 2025                     |
| Somalia · (vezi și : § 3)                | Miniștri ai afacerilor externe și cooperării internaționale (succesivi)                                             | Ahmed Moalim Fiqi                                                       | 7 aprilie 2024                      |
| Spania · (vezi și : § 11)                | Ministru al afacerilor externe și cooperării                                                                        | José Manuel Albares                                                     | 10 iulie 2021                       |
| Sri Lanka                                | Ministru al afacerilor externe                                                                                      | Vijitha Herath                                                          | 25 septembrie 2024                  |
| Statele Unite ale Americii               | Secretari de stat (succesivi)                                                                                       | Marco Rubio                                                             | 21 ianuarie 2025                    |
| Statele Unite ale Americii               | Secretari de stat (succesivi)                                                                                       | Lisa D. Kenna (interimară)                                              | 20 ianuarie 2025                    |
| Statele Unite ale Americii               | Secretari de stat (succesivi)                                                                                       | Antony Blinken                                                          | 26 ianuarie 2021                    |
| Sudan                                    | Miniștri ai afacerilor externe (succesivi)                                                                          | Omer Mohamed Ahmed Siddiq                                               | 30 aprilie 2025                     |
| Sudan                                    | Miniștri ai afacerilor externe (succesivi)                                                                          | Hussein al-Amin al-Fadil (interimar)                                    | 17 aprilie 2025                     |
| Sudan                                    | Miniștri ai afacerilor externe (succesivi)                                                                          | Ali Youssef Ahmed al-Sharif                                             | 3 noiembrie 2024                    |
| Sudanul de Sud                           | Miniștri ai afacerilor externe și cooperării internaționale (succesivi)                                             | Monday Semaya Kumba                                                     | 9 aprilie 2025                      |
| Sudanul de Sud                           | Miniștri ai afacerilor externe și cooperării internaționale (succesivi)                                             | Ramadan Abdallah Goc                                                    | 25 aprilie 2024                     |
| Suedia                                   | Ministru pentru afacerile externe                                                                                   | Maria Malmer Stenergard                                                 | 10 septembrie 2024                  |
| Surinam                                  | Miniștri ai afacerilor externe (succesivi)                                                                          | Melvin Bouva                                                            | 16 iulie 2025                       |
| Surinam                                  | Miniștri ai afacerilor externe (succesivi)                                                                          | Krishna Mathoera                                                        | 26 mai 2025                         |
| Surinam                                  | Miniștri ai afacerilor externe (succesivi)                                                                          | Albert Ramdin                                                           | 16 iulie 2020                       |
| Tadjikistan                              | Ministru al afacerilor externe                                                                                      | Sirodjidin Aslov                                                        | 29 noiembrie 2013                   |
| Tanzania                                 | Ministru pentru afacerile externe, cooperare internațională și integrare regională                                  | Mahmoud Thabit Kombo                                                    | 21 iulie 2024                       |
| Thailanda                                | Ministru ai afacerilor externe                                                                                      | Maris Sangiampongsa                                                     | 30 aprilie 2024                     |
| Timorul de Est                           | Ministru al afacerilor externe și cooperării                                                                        | Bendito Freitas                                                         | 1 iulie 2023                        |
| Togo                                     | Ministru al afacerilor externe și cooperării                                                                        | Robert Dussey                                                           | 17 septembrie 2013                  |
| Tonga                                    | Miniștri pentru afacerile externe (succesivi)                                                                       | Tupoutoʻa ʻUlukalala (prinț moștenitor)                                 | 31 ianuarie 2025                    |
| Tonga                                    | Miniștri pentru afacerile externe (succesivi)                                                                       | Samiu Vaipulu (interimar) (prim-ministru interimar)                     | 10 decembrie 2024                   |
| Trinidad și Tobago                       | Miniștri ao afacerilor externe (succesivi)                                                                          | Sean Sobers                                                             | 3 mai 2025                          |
| Trinidad și Tobago                       | Miniștri ao afacerilor externe (succesivi)                                                                          | Amery Browne                                                            | 19 august 2020                      |
| Tunisia                                  | Ministru al afacerilor externe                                                                                      | Mohamed Ali Nafti                                                       | 25 august 2024                      |
| Turcia                                   | Ministru al afacerilor externe                                                                                      | Hakan Fidan                                                             | 4 iunie 2023                        |
| Turkmenistan                             | Ministru al afacerilor externe                                                                                      | Rașit Meredow                                                           | 7 iulie 2001                        |
| Tuvalu                                   | Ministru pentru afacerile externe                                                                                   | Paulson Panapa                                                          | 28 februarie 2024                   |
| Țările de Jos                            | Ministru al afacerilor externe                                                                                      | Caspar Veldkamp                                                         | 2 iulie 2024                        |
| Ucraina                                  | Ministru al afacerilor externe                                                                                      | Andrii Sibiga                                                           | 5 septembrie 2024                   |
| Uganda                                   | Ministru al afacerilor externe                                                                                      | Jeje Odongo                                                             | 21 iunie 2021                       |
| Ungaria                                  | Ministru al afacerilor externe                                                                                      | Péter Szijjártó                                                         | 23 septembrie 2014                  |
| Uruguay                                  | Miniștri ai relațiilor externe (succesivi)                                                                          | Mario Lubetkin                                                          | 1 martie 2025                       |
| Uruguay                                  | Miniștri ai relațiilor externe (succesivi)                                                                          | Omar Paganini                                                           | 6 noiembrie 2023                    |
| Uzbekistan                               | Ministru al afacerilor externe                                                                                      | Bakhtiyor Saidov                                                        | 30 decembrie 2022                   |
| Vanuatu                                  | Miniștri pentru afacerile externe (succesivi)                                                                       | Marc Ati                                                                | 10 februarie 2025                   |
| Vanuatu                                  | Miniștri pentru afacerile externe (succesivi)                                                                       | Matai Seremaiah                                                         | 9 octombrie 2023                    |
| Vatican / Sfântul Scaun                  | Secretar pentru relațiile cu statele (Sfântul Scaun)                                                                | Paul Gallagher                                                          | 8 noiembrie 2014                    |
| Venezuela                                | Ministru al puterii populare pentru afacerile externe                                                               | Yván Gil Pinto                                                          | 6 ianuarie 2023                     |
| Vietnam                                  | Ministru al afacerilor externe                                                                                      | Bùi Thanh Sơn                                                           | 8 aprilie 2021                      |
| Yemen · (vezi și : § 10)                 | Ministru al afacerilor externe                                                                                      | Shayea Mohsen al-Zindani (corevendicator începând cu 27 martie 2024)    | 27 martie 2024                      |
| Zambia                                   | Ministru al afacerilor externe                                                                                      | Mulambo Haimbe                                                          | 28 decembrie 2023                   |
| Zimbabwe                                 | Ministru al afacerilor externe                                                                                      | Amon Murwira                                                            | 15 ocombrie 2024                    |

## State independente recunoscute parțial
| Statul                           | Separat din                                 | Funcția | Numele                      | Începând cu       |
| -------------------------------- | ------------------------------------------- | --- | --------------------------- | ----------------- |
| Abhazia                          | Georgia                                     | Miniștri pentru afacerile externe (succesivi)                                                                     | Oleg Bartsits               | 18 aprilie 2025   |
| Abhazia                          | Georgia                                     | Miniștri pentru afacerile externe (succesivi)                                                                     | Sergei Shamba (interimar) , | 6 august 2024     |
| Ciprul de Nord                   | Cipru                                       | Ministru al afacerilor externe                                                                                    | Tahsin Ertuğruloğlu         | 25 aprilie 2022   |
| Kosovo                           | Serbia                                      | Ministru al afacerilor externe                                                                                    | Donika Gërvalla             | 22 martie 2021    |
| Osetia de Sud – Alania           | Georgia                                     | Ministru al afacerilor externe                                                                                    | Akhsar Dzhioev              | 15 august 2022    |
| Statul Palestina (vezi și : § 4) | Israel · Autoritatea Națională Palestiniană | Șeful Départementului Relațiilor Internaționale al Comitetului Executiv al Organizației de Eliberare a Palestinei | Ziad Abu Amr                | 2 august 2018     |
| Sahara occidentală               | Maroc                                       | Miniștri ai afacerilor externe (succesivi)                                                                        | Mohamed Yeslem Beissat      | 5 aprilie 2025    |
| Sahara occidentală               | Maroc                                       | Miniștri ai afacerilor externe (succesivi)                                                                        | Mohamed Sidati              | 14 februarie 2023 |
| Taiwan                           | China                                       | Ministru al afacerilor externe                                                                                    | Lin Chia-lung               | 20 mai 2024       |

## State independente nerecunoscute
| Statul       | Separat din        | Funcția                                                     | Numele                       | Începând cu        |
| ------------ | ------------------ | ----------------------------------------------------------- | ---------------------------- | ------------------ |
| Somaliland   | Somalia            | Ministru al afacerilor externe și cooperării internaționale | Abdirahman Dahir Adan Bakaal | 14 decembrie 2024  |
| Transnistria | Moldova, Republica | Ministru al afacerilor externe                              | Vitaly Ignatyev              | 14 septembrie 2015 |

## Entități cu statut apropiat de cel de stat
| Entitate                                           | Funcție                                                                                   | Nume                             | Începând cu       |
| -------------------------------------------------- | ----------------------------------------------------------------------------------------- | -------------------------------- | ----------------- |
| Ordinul de Malta                                   | Mare Cancelar                                                                             | Riccardo Paternò di Montecupo    | 1 septembrie 2022 |
| Autoritatea Națională Palestiniană (vezi și : § 2) | Ministru al afacerilor externe                                                            | Mohammad Mustafa (prim-ministru) | 31 martie 2024    |
| Uniunea Europeană                                  | Înalr Reprezentant al Unuinii Europene pentru afacerile externe și politica de securitate | Kaja Kallas                      | 1 decembrie 2024  |

## Teritorii britanice de peste mări și dependențe ale coroanei britanice
| Teritoriu | Suveranitate      | Funcția                                                                         | Numele                                           | Începând cu                   |
| --------- | ----------------- | ------------------------------------------------------------------------------- | ------------------------------------------------ | ----------------------------- |
| Gibraltar | Marea Britanie    | Ministru pentru acțiune externǎ                                                 | Joseph Garcia                                    | 21 octombrie 2019             |
| Guernsey  | Coroana britanică | Membru responsabil pentru relațiile externe (ministru pentru relațiile externe) | Steve Falla (interimar)                          | 28 iulie 2025                 |
| Guernsey  | Coroana britanică | Membru responsabil pentru relațiile externe (ministru pentru relațiile externe) | Comitetul pentru Politici și Resurse (interimar) | 24 iulie 2025 - 28 iulie 2025 |
| Guernsey  | Coroana britanică | Membru responsabil pentru relațiile externe (ministru pentru relațiile externe) | Jonathan Le Tocq                                 | 6 mai 2016                    |
| Jersey    | Coroana britanică | Ministru pentru relațiile externe                                               | Ian Gorst                                        | 30 ianuarie 2024              |

## Departamente și colectivități de peste mări și teritorii cu statut special franceze
| Teritoriu          | Suveranitate | Funcția                              | Numele            | Începând cu      |
| ------------------ | ------------ | ------------------------------------ | ----------------- | ---------------- |
| Noua Caledonie     | Franța       | Președinți ai guvernului (succesivi) | Alcide Ponga      | 15 ianuarie 2025 |
| Noua Caledonie     | Franța       | Președinți ai guvernului (succesivi) | Louis Mapou       | 8 iulie 2021     |
| Polinezia Franceză | Franța       | Președinte                           | Moetai Brotherson | 12 mai 2023      |

## Dependințe și teritorii speciale ale Noii-Zeelande
| Teritoriu      | Suveranitate  | Funcția                                      | Numele                          | Începând cu      |
| -------------- | ------------- | -------------------------------------------- | ------------------------------- | ---------------- |
| Cook, Insulele | Noua Zeelandă | Ministru al afacerilor externe și imigrației | Tingika Elikana                 | 8 februarie 2024 |
| Niue, Insule   | Noua Zeelandă | Ministru al Agențiilor Centrale              | Dalton Tagelagi (prim-ministru) | 11 iunie 2020    |
| Tokelau        | Noua Zeelandă | Șefi ai guvernului (succesivi)               | Fofo Tuisano                    | 17 martie 2025   |
| Tokelau        | Noua Zeelandă | Șefi ai guvernului (succesivi)               | Alapati Tavite                  | 12 martie 2024   |

## Teritorii speciale ale Statelor Unite ale Americii
| Teritoriu  | Suveranitate               | Funcția                       | Numele              | Începând cu     |
| ---------- | -------------------------- | ----------------------------- | ------------------- | --------------- |
| Porto Rico | Statele Unite ale Americii | Secretari de stat (succesivi) | Verónica Ferraiuoli | 2 ianuarie 2025 |
| Porto Rico | Statele Unite ale Americii | Secretari de stat (succesivi) | Omar Marrero Díaz   | 13 iulie 2021   |

## Alte teritorii nesuverane
| Teritoriu           | Suveranitate       | Funcția                                   | Numele                | Începând cu        |
| ------------------- | ------------------ | ----------------------------------------- | --------------------- | ------------------ |
| Feroe, Insulele     | Danemarca          | Ministru al afacerilor externe            | Høgni Hoydal          | 22 decembrie 2022  |
| Găgăuzia            | Moldova, Republica | Șef al Departamentului Relațiilor Externe | Anastasia Ciolac      | 20 septembrie 2023 |
| Groenlanda          | Danemarca          | Ministru al afacerilor externe            | Vivian Motzfeldt      | 5 aprilie 2022     |
| Kurdistanul Irakian | Irak               | Șeful Departamentului de Relații Externe  | Safeen Muhsin Dizayee | iulie 2019         |

## Guverne în exil și / sau alterantive
| Entitate                                         | Suveranitate recunoscută internațional (Statut) | Funcția                                                                      | Numele                                                          | Începând cu       |
| ------------------------------------------------ | --- | ---------------------------------------------------------------------------- | --------------------------------------------------------------- | ----------------- |
| Republica Islamică Afganistan                    | Emiratul Islamic Afganistan (Guvernul în exil al Republicii Islamice Afganistan creat de Frontul Rezistenței Naționale al Afganistanului, alianță anti-Taliban) | Șeful organismului pentru relații externe al Frontului Rezistenței Naționale | Ali Maisam Nazary                                               | ?                 |
| Republica Artsakh                                | Azerbaidjan · (Guvern în exil ȋn urma preluǎrii controlului regiunii de cǎtre Azerbaidjan, )                                                                    | Ministru al afacerilor externe                                               | Sergey Ghazaryan                                                | 1 ianuarie 2024   |
| Belarus                                          | Belarus · Administrația Popularǎ Anticrizǎ · (Organizație de tip guvern din umbrǎ)                                                                              | Responsabil pentru politica externǎ                                          | Vladzimir Astapenka                                             | septembrie 2022   |
| Belarus                                          | Belarus · Cabinetul Unit de Tranziție · (Guvern alternativ ȋn exil)                                                                                             | Membru al cabinetului pentru relații externe                                 | Valery Kavaleuski                                               | 9 august 2022     |
| Guvernul de Unitate Națională al Birmaniei       | Birmania · (Guvern alternatv provizoriu constituit de Comitetului reprezentȃnd Pyidaungsu Hluttaw (Adunarea Uniunii) al Birmaniei și grupuri politice aliate)   | Ministru al afacerilor externe                                               | Zin Mar Aung, (corevendicatoare din 2 martie 2021)              | 16 aprilie 2021   |
| Guvernul Alternativ al Estoniei                  | Estonia · (Guvern „în exil” care se consideră succesor al guvernului în exil din timpul ocupației sovietice)                                                    | Ministru al afacerilor externe                                               | Toomas Mathiesen                                                | 8 iulie 2019      |
| Guvernul Stabilității Naționale al Libiei        | Libia · (Guvern alternativ aprobat de Camera Reprezentanților din Libia și susținut de Armata Națională Libiană)                                                | Ministru al afacerilor externe și cooperătii internaționale                  | Abdul Hadi Al-Hawij , (corevendicator începând cu august 2023.) | august 2023       |
| Administrația Centrală Tibetană                  | China (Guvern în exil) | Kalon (ministru) al informațiilor și relațiilor internaționale               | Norzin Dolma                                                    | 10 noiembrie 2021 |
| Guvernul Schimbării și Construcției al Yemenului | Yemen · (Guvern alternativ instituit de Consiliului Politic Suprem instalat de rebelii zaidiști Ansar Allah sau Houthis și aliații lor)                         | Ministru al afacerilor externe                                               | Jamal Amer (corevendicator începând cu 20 august 2024)          | 20 august 2024    |
| Consiliul de Tranziție al Sudului Yemenului      | Yemen · (Guvernul Consiliului de Tranziție al Sudului Yemenului)                                                                                                | Director al Direcției Generale pentru Afaceri Externe                        | Mohammed al-Ghaithi                                             | 11 mai 2017       |

## Diviziuni administrative autonome
Au fost prezentate doar diviziunile administrative care au în cadrul guvernului local portofoliul de ministru al afacerilor externe sau echivalent
| Diviziune                                          | Aparține de  | Funcția                                                    | Numele                                    | Începând cu        |
| -------------------------------------------------- | ------------ | ---------------------------------------------------------- | ----------------------------------------- | ------------------ |
| Regiunea Capitalei Bruxelles                       | Belgia       | Secretar de stat pentru afaceri europene și internaționale | Ans Persoons                              | 19 iulie 2023      |
| Cantabria                                          | Spania       | Consilierǎ pentru acțiune externă                          | Isabel Urrutia                            | 10 iulie 2023      |
| Catalonia                                          | Spania       | Consilier pentru acțiune externă și Uniunea Europeanâ      | Jaume Duch Guillot                        | 12 august 2024     |
| Comunitatea Francezǎ (Federația Valonia-Bruxelles) | Belgia       | Ministru prezident                                         | Élisabeth Degryse                         | 15 iulie 2024      |
| Flandra                                            | Belgia       | Ministru pentru afacerile externe                          | Matthias Diependaele (ministru prezident) | 30 septembrie 2024 |
| Québec                                             | Canada       | Ministru al relațiilor internaționale și francofoniei      | Martine Biron                             | 20 octombrie 2022  |
| Scoția                                             | Regatul Unit | Secretar al Cabinetului pentru afacerile externe           | Angus Robertson                           | 21 mai 2021        |
| Valonia                                            | Belgia       | Ministru prezident                                         | Adrien Dolimont                           | 14 iulie 2024      |
| Țara Galilor                                       | Regatul Unit | Prim ministru                                              | Eluned Morgan baroană Morgan of Ely       | 6 august 2024      |